# Micralestes holargyreus
Micralestes holargyreus är en fiskart som först beskrevs av Günther, 1873.  Micralestes holargyreus ingår i släktet Micralestes och familjen Alestidae. IUCN kategoriserar arten globalt som otillräckligt studerad. Inga underarter finns listade i Catalogue of Life.